# Dhalai (huyện)
Huyện Dhalai là một huyện thuộc bang Tripura, Ấn Độ. Thủ phủ huyện Dhalai đóng ở Ambassa. Huyện Dhalai có diện tích 2523 ki lô mét vuông. Đến thời điểm năm 2001, huyện Dhalai có dân số 307417 người.